# Cocalodes longipes
Cocalodes longipes là một loài nhện trong họ Salticidae.
Loài này thuộc chi Cocalodes. Cocalodes longipes được Tord Tamerlan Teodor Thorell miêu tả năm 1881.